# MV Alsterufer
MV Alsterufer byla chladírenská loď pro přepravu ovoce, postavená v roce 1939 ve švédském Göteborgu. Za druhé světové války ji německé námořnictvo nejprve používalo jako zásobovací loď při invazi do Norska, následně jako zásobovací loď v Jižním Atlantiku a nakonec jako lamač blokády pro spojení s císařským Japonskem.
Na zpáteční cestě z Japonska byl Alsterufer – v rámci spojenecké operace Stonewall – 27. prosince 1943 v Severním Atlantiku napaden Liberatorem GR.Mk.V posádky P/O (Pilot officer ~ poručík) Oldřicha Doležala od 311. československé bombardovací perutě. I přes silnou protiletadlovou palbu byl Alsterufer těžce zasažen a následně se potopil i s nákladem wolframu, cínu a kaučuku. Jen náklad wolframu by dokázal téměř pokrýt roční spotřebu této vzácné suroviny pro německý válečný průmysl. Kvůli tomu historik Jiří Rajlich považuje potopení Alsteruferu za „patrně největší jednorázový úder, který čs. letectvo ve 2. světové válce zasadilo válečné mašinerii nacistické Třetí říše.“

## Pozadí vzniku a stavba
Budoucí chladírenskou loď pro přepravu ovoce Alsterufer si u Eriksbergs Mek Verkstads AB v Göteborgu objednalo 11. října 1938 švédské rejdařství O. Wallenius. Loď se měla stát nejen první chladírenskou lodí rejdařství (které se do té doby spíše soustředilo na přepravu rostlinných a minerálních olejů), ale i vůbec první chladírenskou lodí ve Švédsku. Ale nestalo se tak. Ještě před spuštěním na vodu, v březnu 1939, koupilo budoucí Alsterufer německé rejdařství Rob. M. Sloman. To ji zakoupilo spolu s další chladírenskou lodí (Rose, budoucí Alstertor) a za obě 24. dubna zaplatilo 260 000 liber šterlinků. Nákup podpořilo Říšské ministerstvo financí v rámci rozvoje německého obchodního loďstva.
Loděnice Eriksbergs loď dokončila a předala 16. září 1939. Loď dostala volací značku „DKBQ“ a domovským přístavem se stal Hamburk.

## Popis

### Konstrukce a pohon
Jako chladírenská loď o délce 93,87 m mezi svislicemi disponoval Alsterufer čtyřmi chlazenými nákladovými prostory. Chladicím médiem byl čpavek. Nákladové prostory č. 1 a 2 se nacházely před velitelským můstkem a mezi nimi byl přední stožár, který zároveň plnil funkci deriku se čtyřmi výložníky pro obsluhu předních dvou nákladových prostorů. Můstek se nacházel přibližně uprostřed délky trupu. Za můstkem byl nákladový prostor č. 3, následovaný komínem (s deriky po stranách). Za komínem, na člunové palubě, se nacházely čtyři vyústění větrání strojovny a po stranách záchranné čluny. Směrem k zádi (za koncem člunové paluby) následoval zadní stožár se dvěma výložníky pro obsluhu nákladového prostoru č. 4 na zádi. První tři nákladové prostory měly čtyři paluby, zadní nákladový prostor pouze tři.
Pohon zajišťoval jeden devítiválcový dvoudobý diesel MAN o výkonu 5100 ks (~ 3751,0 kW), který vyrobila loděnice Eriksbergs Mek Verkstads AB. Až 640 tun paliva bylo skladováno v nádržích dvojitého dna. Loď byla vybavena polovyváženým kormidlem.

### Přestavby a výzbroj
V lednu 1941 byl Alsterufer modifikován v Hamburku, aby mohl plnit roli zásobovací lodě v Jižním Atlantiku. Úpravy zahrnovaly instalaci polského kořistního 75mm kanónu na zádi a přestavbu částí nákladových prostorů na ubikace námořníků a důstojníků Kriegsmarine, chlazený sklad munice (obojí v zadním nákladovém prostoru), ubikaci zajatců (na hlavní palubě předního nákladového prostoru) a rozšíření kapacit skladů potravin a nádrží s pitnou vodou (v části zadních dvou nákladových prostorů).
Na podzim 1942 byl Alsterufer v Nantes přezbrojen v souvislosti s chystaným průlomem do Japonska. 75mm kanón na zádi byl nahrazen 105mm kanónem s ochranným štítem. Na své poslední plavbě Alsterufer dále nesl dva jednohlavňové 37mm kanóny po stranách můstku, dva jednohlavňové 20mm kanóny ve vyvýšených palpostech na přídi a dva 7,92mm kulomety MG 34. Proti nízko letícím cílům byla určena čtveřice 150mm raketometů pro neřízené rakety Rheinmetall-Borsig Kurzzeitsperre (~ krátkodobá bariéra). Raketomety byly umístěny na přídi a zádi (vždy jeden na levoboku a jeden na pravoboku). Každá raketa nesla padák a asi 100 metrů drátu. Po vystřelení raketa vystoupala asi do 180 metrů, kde vypustila padák, který vytáhl drát z rakety. Drát natažený mezi padající raketou a padákem pak měl představovat onu krátkodobou bariéru, do které mělo útočící letadlo narazit. Zda k instalaci protiletadlových kanónů, raket a kulometů došlo také až v Nantes na podzim 1942, či zda byla tato výzbroj instalována již dříve, dokument BR 1907 (97) neuvádí.

### Zbarvení
Fotografie Alsteruferu v Oslu v červnu 1940 (např. Rajlich, str. 84) ukazuje šedě natřený trup se světlými a tmavými doplňky pro rozbití siluety. Fotografie z potopení v prosinci 1943 (např. Rajlich, str. 91) již ukazují celošedou loď bez pruhů. Celošedý nátěr na poslední plavbě potvrzuje i výslech přeživších.

## Služba

### Norsko a Jižní Atlantik
22. dubna 1940 loď převzalo německé námořnictvo – konkrétně jeho organizace zajišťující provoz zásobovacích lodí (Trossschiffverband). Od dubna do června 1940 Alsterufer podporoval německou invazi do Norska.
V lednu 1941 se vydal z Německa do Jižního Atlantiku, kde sloužil jako zásobovací loď pro „kapesní bitevní loď“ Admiral Scheer, německé pomocné křižníky a ponorky. Po čtyřech měsících plavby se koncem května úspěšně vrátil do Němci okupovaného Bordeaux.

### Lamač blokády

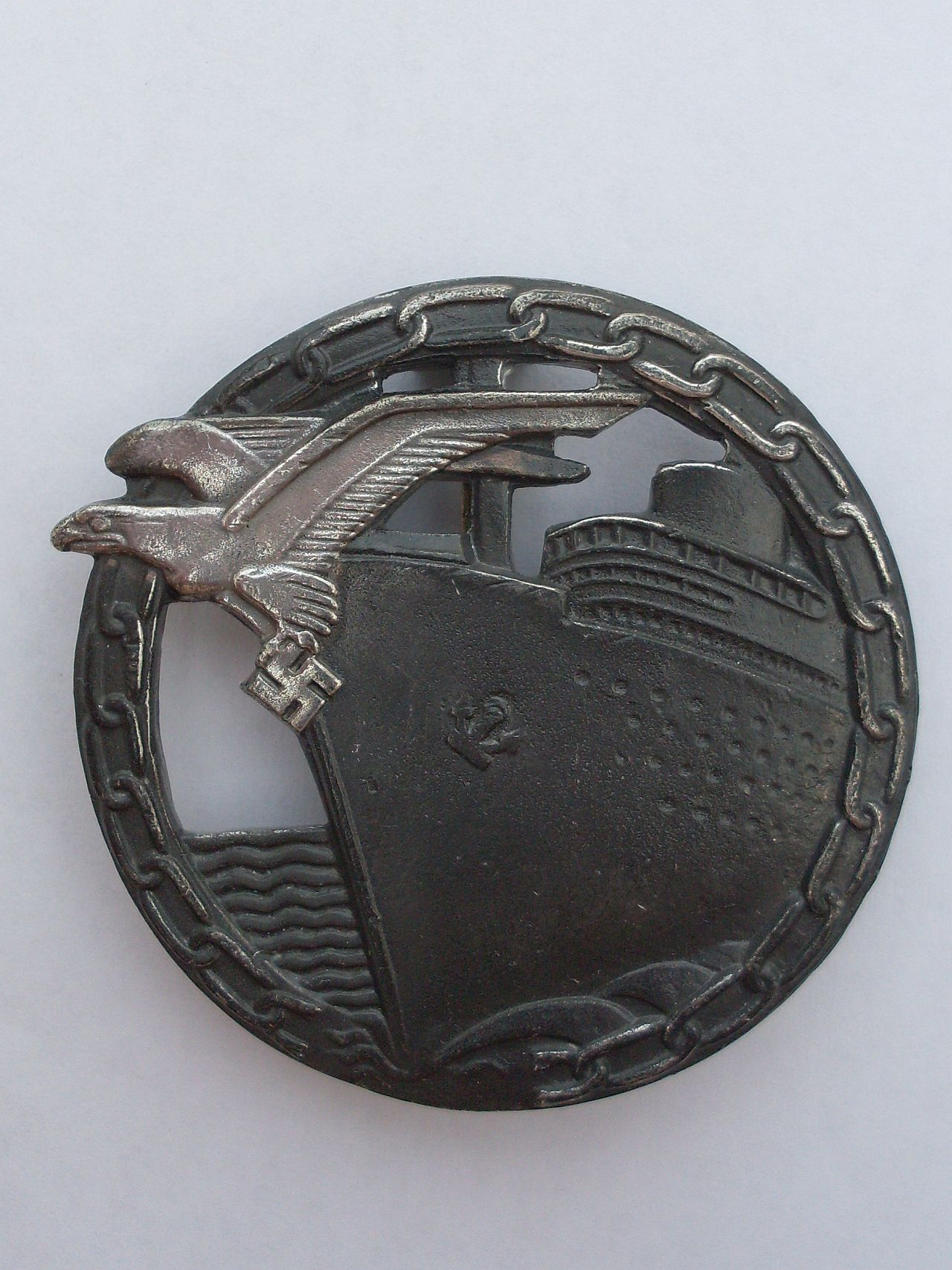
Od 1. dubna 1941 dostávaly posádky, které prorazily spojeneckou blokádu, odznak lamače blokády (Abzeichen für Blockadebrecher)

O půlnoci z 29. na 30. března 1943 vyplul Alsterufer z Bordeaux a jako „lamač blokády“ (Blockadebrecher) se vydal kolem mysu Dobré naděje do Japonska. Na cestu tam a zpět mu bylo přiděleno kódové jméno Trave. Na dálný východ vezl vybavení pro budovanou německou ponorkovou základnu v Penangu, pumy pro japonské vojenské zkoušky, chemikálie a strojírenské vyrobky. Do Batávie připlul kolem 5. května a po krátkém pendlování mezi Batávií a Singapurem se večer 22. června vydal ze Singapuru do Jokohamy. Tam dorazil 6. července.
Koncem července přeplul Alsterufer z Jokohamy do Kóbe. Dne 4. října vyplul z Kóbe a 18. října dorazil do místa jižně od Bangkoku, které přeživší identifikovali jako „Kschong“. Tam Alsterufer naložil náklad wolframu (300 tun) a surového kaučuku.
Dne 28. října vyplul Alsterufer z „Kschongu“ a 31. října dorazil do Singapuru, kde zakotvil v zátoce Keppel. Tam naložil 200 tun cínových ingotů a další kaučuk. Dotankoval také 300 tun paliva.
Ve dnech 5. až 7. listopadu přeplul ze Singapuru do Batávie, kde doplnil pitnou vodu a zásoby potravin. Dne 10. listopadu se Alsterufer vydal z Batávie, opět kolem mysu Dobré naděje, zpět do Němci okupované Francie.

### Potopení
O cestě Alsteruferu, a dalších německých lamačů blokády, Spojenci věděli na základě zachycených a dešifrovaných zpráv a jako protiopatření rozjeli operaci Stonewall.
1. Sgt Štefan Fonta – palubní střelec, letu proti Alsteruferu se nezúčastnil
2. F/Sgt Ivan O. Schwarz – horní střelec
3. F/Sgt Jindřich H. L. Hahn – operátor radaru
4. F/Sgt Marcel Ludikar – radiotelegrafista
5. P/O Oldřich Doležal – kapitán a první pilot
6. F/O Zdeněk Hanuš – navigátor a bombometčík
7. Sgt Robert Procházka – druhý pilot
8. neznámý

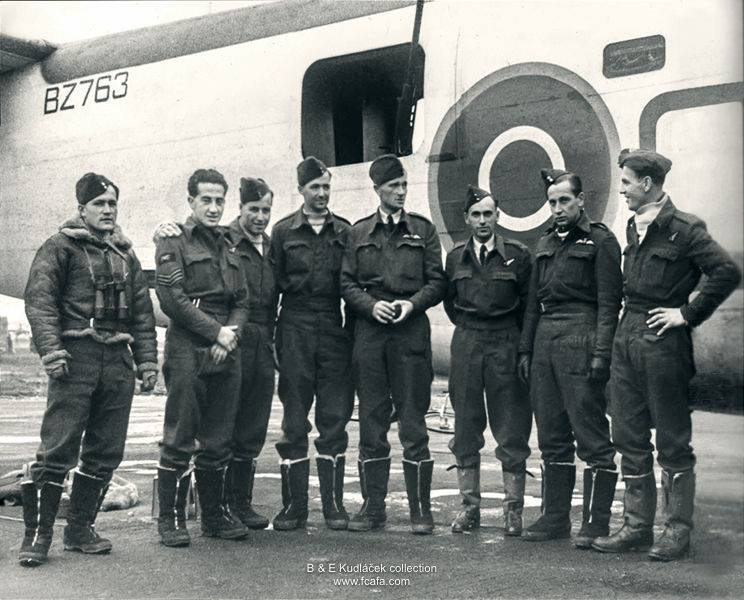
Část posádky Doležalova Liberatoru „H“ vyfocená po akci před Liberatorem Gr.MK.V BZ763 „O“, neboť jejich vlastní Liberator „H“ musel s poškozeným motorem do opravy. Liberator „O“ byl také účastníkem pátrání po Alsteruferu a 27. prosince 1943 s ním letěla posádka P/O Jana Velly. Na fotografii zleva:
- Sgt Štefan Fonta – palubní střelec, letu proti Alsteruferu se nezúčastnil
- F/Sgt Ivan O. Schwarz – horní střelec
- F/Sgt Jindřich H. L. Hahn – operátor radaru
- F/Sgt Marcel Ludikar – radiotelegrafista
- P/O Oldřich Doležal – kapitán a první pilot
- F/O Zdeněk Hanuš – navigátor a bombometčík
- Sgt Robert Procházka – druhý pilot
- neznámý
Rajlich se domnívá, že onen neznámý je boční střelec W/O Josef Kosek, ale FCAFA to vyvrací. Může se jednat o meteorologa Sgt Miloslava Štěpánka, který ale k posádce nepatřil. Chybí zadní střelec Sgt František Veitl a (možná) Josef Kosek

Ráno 27. prosince 1943 bylo deštivo, spodní základna mraků byla v 500 metrech a oblačnost 9/10. Kolem 9.45 Alsterufer zpozoroval a nahlásil Short Sunderland Mk.III EJ137 „T“ od 201. perutě RAF na pozici 46°24′ s. š., 19°18′ z. d.. Alsterufer tou dobou plul maximální rychlostí na východ, do Bordeaux, od kterého byl vzdálen asi 1350 km (cca 730 námořních mil). I přes nepříznivé počasí Sunderland, který pilotoval F/Lt (Flight lieutenant ~ kapitán) Leslie H. Baveystock, DFM, sledoval Alsterufer po následující čtyři hodiny. K Baveystockově Sunderlandu „T“ se časem přidaly další dva Sunderlandy. Jako první v 11.45 zaútočil Sunderland „Q“ od kanadské 422. perutě. Provedl dva nálety: při prvním Alsterufer pouze postřeloval palubními kulomety (a Alsterufer palbu opětoval) a při druhém svrhl dvě 500lb (~ 226,8 kg) pumy, které ale obě minuly. Bližší z nich dopadla přibližně 40 metrů před příď lamače blokády. Jako další zaútočil Baveystockův kolega z 201. perutě F/Lt Thomas Neville Stack se svým Sunderlandem Mk.III EK579 „U“. Ten své 500lb pumy odhodil nad mraky z výšky 1300 metrů – obě minuly. Než byl Baveystock donucen ubývajícím palivem k návratu, zaútočil se svým Sunderlandem „T“ ve 13.45 i on. Dvě 500lb pumy i dvě 250lb (~ 113,4 kg) protiponorkové hlubinné nálože minuly.
Na operaci Stonewall a pátrání po Alsteruferu se účastnila i 311. československá bombardovací peruť RAF, která během 27. prosince vyslala z letiště Beaulieu postupně šest čtyřmotorových bombardérů Liberator GR.Mk.V. Liberator BZ796 „H“ posádky P/O Oldřicha Doležala startoval jako třetí v 10.16.

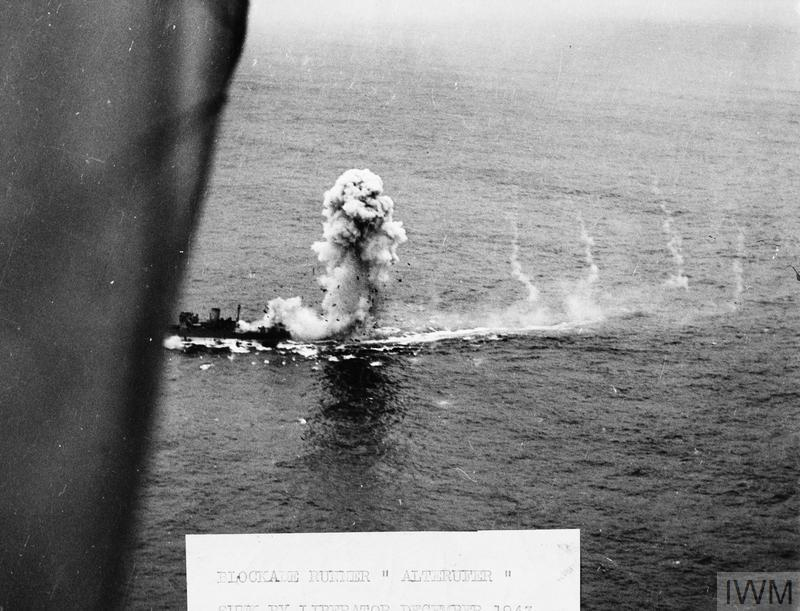
Jedna ze série šestnácti fotografií, které těsně po útoku v 16.07 pořídil boční střelec W/O (Warrant officer ~ praporčík) Josef Kosek: Alsterufer zasažený raketami a pumami krátce po útoku Doležalova Liberatoru „H“

V 15.35 hlásil radarový operátor F/Sgt (Flight sergeant ~ rotný) Jindřich Heinz Lothar Hahn na palubě Liberatoru „H“ kontakt na vzdálenost asi 10 kilometrů. Posádka Liberatoru našla Alsterufer přibližně na pozici 46°18′ s. š., 18°30′ z. d. Alsterufer zahájil protiletadlovou palbu na přelétající bombardér, který nejprve cíl identifikoval a vyfotil a poté se vzdálil a udržoval radarový kontakt.
V 16.07 zahájil Doležal útok. Z mírného střemhlavého letu Doležal odpálil postupně všech osm 76,2mm neřízených raket RP-3 a navigátor/bombometčík F/O (Flying officer ~ nadporučík) Zdeněk Hanuš svrhl obě nesené pumy: 500lb MC a 250lb trhavou GP. Palubní střelci zároveň opětovali palbu ze svých 7,7 a 12,7mm kulometů.
Alsterufer se bránil hustou protiletadlovou palbou, která obnášela i odpálení raketové lanové baráže, ale odhodlaný útok československé posádky to nezastavilo. Záď Alsteruferu zasáhlo pět raket a jedna, či obě pumy. Liberator přeletěl nad Alsteruferem ve výšce přibližně 300 stop (~ 91,4 m) a otřásly jím výbuchy vlastních pum. Alsterufer začal hořet, naklánět se na levobok a posádka se ho rozhodla opustit. Na Alsteruferu zahynuli tři námořníci. Liberator „H“ vyvázl pouze s jedním poškozeným motorem a po 11 hodinách a 34 minutách letu se vrátil na základnu.
Těžce poškozený a hořící lamač blokády se ještě pokusily dorazit dva Liberatory 86. perutě, které se na scéně objevily po Doležalově útoku. Nejprve mezi 16.15 a 16.30 provedl svůj první útok Liberator FL907 „F“, poté v 17.14 Liberator FL943 „L“ a nakonec v 18.00 opět Liberator „F“. Všechny jejich pumy ale minuly. Další stroj – Halifax GR.Mk.II „Q“ od 502. perutě RAF  – odvysílal hlášení, že „loď se potápí v pozici 46°19′48″ s. š., 18°33′ z. d. 70 trosečníků ve čtyřech záchranných člunech.“
Alsterufer se ale konečně potopil až 28. prosince kolem 16.00 na pozici 46°19′12″ s. š., 18°21′ z. d.
Odpoledne 29. prosince bylo celkem 74 trosečníků z Alsteruferu zachráněno čtyřmi kanadskými korvetami HMCS Edmunston, HMCS Camrose, HMCS Snowberry a HMCS Lunenburg z Escort Group 6 na pozici 46°3′36″ s. š., 19°6′ z. d.